# Костар
Коста́р (Eophona) — рід горобцеподібних птахів родини в'юркових (Fringillidae). Представники цього роду мешкають в Східній Азії.

## Опис
Середня довжина костарів становить 15—23 см, вага 40—80 г. Вони мають міцні жовті дзьоби. Забарвлення костарів переважно сіре, голова, крила і хвіст чорні, їм притаманний статевий диморфізм. Костарі живуть у широколистяних і мішаних лісах, живляться насінням і горіхами.

## Види
Виділяють два види:
- Костар малий (Eophona migratoria)
- Костар великий (Eophona personata)

## Етимологія
Наукова назва роду Eophona походить від сполучення слів дав.-гр. εως — світанок і дав.-гр. φωνη — звук, крик